# Fursac
Fursac es una comuna nueva francesa situada en el departamento de Creuse, de la región de Nueva Aquitania.

## Historia
Fue creada el 1 de enero de 2017, en aplicación de una resolución del prefecto de Creuse de 29 de septiembre de 2016 con la unión de las comunas de Saint-Étienne-de-Fursac y Saint-Pierre-de-Fursac, pasando a estar el ayuntamiento en la antigua comuna de Saint-Étienne-de-Fursac.

## Demografía
| Gráfica de evolución demográfica de Fursac entre 1800 y 2013 |
|                                                              |

Los datos entre 1800 y 2013 son el resultado de sumar los parciales de las dos comunas que forman la nueva comuna de Fursac, cuyos datos se han cogido de 1800 a 1999, para las comunas de Saint-Étienne-de-Fursac y Saint-Pierre-de-Fursac de la página francesa EHESS/Cassini. Los demás datos se han cogido de la página del INSEE.

## Composición
| Comuna delegada         | Código INSEE | Población (2013) | Superficie (km²) | Densidad (hab./km²) |
| ----------------------- | ------------ | ---------------- | ---------------- | ------------------- |
| Saint-Étienne-de-Fursac | 23192        | 793              | 31.70            | 25                  |
| Saint-Pierre-de-Fursac  | 23231        | 768              | 27.33            | 28                  |